# Atelopus eusebianus
Atelopus eusebianus é uma espécie de sapo da família Bufonidae. Ele é endêmico na Colômbia. Seu habitat natural são as pradarias em altitude elevada, em áreas tropicais e subtropicais, e rios. Está ameaçado pela perda do seu habitat.